# Tlalmaya, Puebla
Tlalmaya är en ort i Mexiko.   Den ligger i kommunen Huauchinango och delstaten Puebla, i den sydöstra delen av landet, 140 km nordost om huvudstaden Mexico City. Tlalmaya ligger 1 379 meter över havet och antalet invånare är 694.
Terrängen runt Tlalmaya är lite bergig. Runt Tlalmaya är det ganska tätbefolkat, med 192 invånare per kvadratkilometer. Närmaste större samhälle är Huauchinango, 7,5 km väster om Tlalmaya. I omgivningarna runt Tlalmaya växer i huvudsak blandskog.